# Alexis Vega
Ernesto Alexis Vega Rojas (Cuauhtémoc, Ciudad de México; 25 de noviembre de 1997) es un futbolista profesional mexicano. Juega como delantero y su equipo actual es el Deportivo Toluca Fútbol Club de la Primera División de México.

## Trayectoria
Desde muy temprana edad comenzó a verse interesado por el fútbol, ya que participó en algunos torneos locales de la colonia Santa Isabel Tola, alcaldía Gustavo A. Madero, lugar donde él residía. Más tarde inició su carrera futbolística en las fuerzas básicas del Club Universidad Nacional, sin embargo no permaneció en los Pumas ya que un visor del Deportivo Toluca Fútbol Club lo invitó a formar parte del equipo mexiquense, pasó por las categorías sub-17 y sub-20 para después en 2016 ascender al primer equipo.

### Inicios y Deportivo Toluca
Debutó en la Primera División el 27 de febrero del 2016 en el torneo Clausura, el duelo fue contra el C. F. Pachuca.
Consigue su primer gol como profesional en la jornada 7 de la Copa Libertadores en partido de vuelta contra el Quito correspondiente a fase de grupos donde el Toluca se alzó con la victoria en la La Bombonera, 2-1.
Su primer gol en Primera División, se da en la victoria de Deportivo Toluca 4-2 sobre Veracruz en el Estadio Nemesio Díez donde logró convertir dos goles y ser la figura del partido.

### Club Deportivo Guadalajara
Se hizo oficial su traspaso al Club Deportivo Guadalajara a través de su página oficial el 8 de diciembre de 2018, convirtiéndose en el tercer refuerzo de cara al Clausura 2019. La transacción fue de 9 millones de dólares.
El 16 de febrero del 2019, logra el primer triplete de su carrera en un partido en contra del Atlas. El 4 de mayo de 2019, logró marcar el cuarto gol ante la derrota contra los Tigres de la UANL.

### Regreso a Deportivo Toluca.
En enero de 2024, se anunció su regreso al Deportivo Toluca. El 3 de febrero de 2024, Vega hizo su debut en el Clausura 2024 ante el Club León entrando de cambio en el minuto 71. En el minuto 86 de este mismo partido Alexis metería su primer gol como diablo rojo. Este partido lo ganaría el Toluca con un marcador de 4-1.

## Selección nacional

### Sub-20
En febrero de 2018, tras tener buenas actuaciones con el Toluca, en el primer equipo así como en la Sub-20, fue convocado por Marco Antonio Ruiz para la Selección Sub-20, para partidos amistosos que sostendría la Selección.

### Selección absoluta
| Club               | País   | PJ | Goles | Periodo       |
| ------------------ | ------ | -- | ----- | ------------- |
| Selección Mexicana | México | 26 | 6     | 2019-presente |

El 12 de marzo de 2019, tras buenas actuaciones con Chivas, fue convocado por primera vez por el técnico Gerardo Martino para los partidos amistosos contra Chile y Paraguay. Debuta el 26 de marzo de 2019, ante la selección de Paraguay entrando de cambio por Javier Hernández. 
El 14 de mayo de 2019, fue convocado a la lista pre-liminar de 29 jugadores para la Copa Oro 2019. El 5 de junio de 2019, Vega quedó en la lista final de 23 jugadores que representara a México en la Copa Oro 2019.

### Torneos internacionales
| Copa                                | Categoría                           | Sede                                | Resultado                           | Partidos | Goles |
| ----------------------------------- | ----------------------------------- | ----------------------------------- | ----------------------------------- | -------- | ----- |
| Copa Oro Concacaf 2019              | Absoluta                            | Estados Unidos                      | Campeón                             | 2        | 1     |
| Preolímpico Concacaf 2020           | Sub-23                              | Guadalajara                         | Campeón                             | 5        | 1     |
| Juegos Olímpicos 2020               | Olímpica                            | Tokio                               | Medalla de Bronce                   | 6        | 3     |
| Clasificación Mundial 2022          | Absoluta                            | Concacaf                            | 2.º                                 | 3        | 1     |
| Copa Mundial de Fútbol de 2022      | Absoluta                            | Catar                               | Primera fase                        | 3        | 0     |
| Total parcial en selección nacional | Total parcial en selección nacional | Total parcial en selección nacional | Total parcial en selección nacional | 19       | 6     |

## Estadísticas
| D. Toluca · México                                                      |               |               |     |    |    |   |    |    |      |      |      |
| 1.ª                                                                     | C-2016        | 10            | 1   | -  | -  | 5 | 1  | 15 | 2    | 0,13 |      |
| 1.ª                                                                     | A-2016        | 12            | 1   | 2  | 1  | - | -  | 14 | 2    | 0.14 |      |
| 1.ª                                                                     | A-2017        | 6             | 1   | 1  | 0  | - | -  | 7  | 1    | 0.14 |      |
| 1.ª                                                                     | C-2018        | 11            | 2   | 6  | 2  | - | -  | 17 | 4    | 0.29 |      |
| 1.ª                                                                     | A-2018        | 19            | 6   | 3  | 0  | - | -  | 22 | 6    | 0.27 |      |
| 1.ª                                                                     | 2023-24       | 15            | 6   | -  | -  | 2 | 0  | 17 | 6    | 0.35 |      |
| 1.ª                                                                     | 2024-25       | 42            | 16  | -  | -  | 4 | 0  | 46 | 16   | 0.31 |      |
| Total club                                                              | Total club    | Total club    | 115 | 33 | 12 | 3 | 11 | 1  | 137  | 37   | 0.25 |
| C. D. Guadalajara · México                                              |               |               |     |    |    |   |    |    |      |      |      |
| 1.ª                                                                     |               |               |     |    |    |   |    |    |      |      |      |
| 2019                                                                    | 16            | 4             | 1   | 0  | -  | - | 17 | 4  | 0.24 |      |      |
| 2019-20                                                                 | 24            | 5             | 4   | 2  | -  | - | 28 | 7  | 0.25 |      |      |
| 2020-21                                                                 | 32            | 4             | 0   | 0  | -  | - | 32 | 4  | 0.14 |      |      |
| 2021-22                                                                 | 26            | 6             | 0   | 0  | -  | - | 26 | 6  | 0.23 |      |      |
| 2022-23                                                                 | 32            | 6             | 0   | 0  | 2  | 0 | 34 | 6  | 0.19 |      |      |
| 2023-24                                                                 | 10            | 1             | -   | -  | -  | - | 10 | 1  | 0.1  |      |      |
| Total club                                                              | Total club    | Total club    | 142 | 26 | 5  | 2 | 2  | 0  | 147  | 28   | 0.2  |
| Total carrera                                                           | Total carrera | Total carrera | 253 | 58 | 17 | 5 | 13 | 1  | 274  | 65   | 0.20 |
| (1)Incluye datos de la Copa MX (2)Incluye datos de la Copa Libertadores |               |               |     |    |    |   |    |    |      |      |      |

### Resumen estadístico
| Competición           | Partidos | Goles |
| --------------------- | -------- | ----- |
| Primera división      | 188      | 36    |
| Copas nacionales      | 17       | 5     |
| Copas internacionales | 5        | 1     |
| Total                 | 210      | 42    |

## Palmarés

### Club
| Título           | Club   | País   | Año  |
| ---------------- | ------ | ------ | ---- |
| Primera División | Toluca | México | 2025 |

### Torneos internacionales
| Título                          | Club                | País                   | Año  |
| ------------------------------- | ------------------- | ---------------------- | ---- |
| Copa de Oro de la Concacaf      | Selección de México | Estados Unidos         | 2019 |
| Juegos Olímpicos                | Selección Sub-23    | Tokio                  | 2021 |
| Liga de Naciones de la Concacaf | México              | Concacaf               | 2025 |
| Copa de Oro de la Concacaf      | Selección de México | Estados Unidos- Canadá | 2025 |